# Adsorbens
Ein Adsorbens oder Adsorptionsmittel dient zur Entfernung von Spurenstoffen aus Fluiden. Diese Spurenstoffe lagern sich aufgrund von Van-der-Waals-Kräften adsorptiv an der Oberfläche des Adsorbens an.

## Grundlagen
Die in der Laborpraxis und insbesondere in der Abgasreinigungstechnik verwendeten technischen Adsorbentien lassen sich wie folgt unterteilen:
- Kohlenstoffhaltige Adsorbentien (z. B. Aktivkohle, Aktivkoks, Kohlenstoffmolekularsiebe)
- Oxidische Adsorbentien (z. B. Aktivtonerden, Kieselgele, Zeolithe, Trass)
- Polymeradsorbentien (häufig Styrolpolymere unter Einsatz eines Vernetzungsmittels)
- Mischsorbentien (z. B. Mischung aus Kalkhydrat und Aktivkoks)
- Metallorganische Gerüstverbindungen; diese werden noch nicht in nennenswertem Umfang technisch angewendet

Aufgrund ihrer Porosität weisen Adsorbentien eine große innere Oberfläche auf. Diese kann teilweise mehr als tausend Quadratmeter pro Gramm betragen. Porendurchmesser und Porengrößenverteilung hängen vom jeweiligen Adsorbens ab. Während beispielsweise Zeolithe einen klar definierten Porendurchmesser aufweisen, kann bei Aktivkohlen je nach Porendurchmesser zwischen Makro-, Meso- und Mikroporen unterschieden werden. Das spezifische Volumen der Mikroporen beträgt in der Regel zwischen 0,25 und 1,2 Kubikzentimeter pro Gramm Adsorbens.
Für bestimmte Trennaufgaben werden Adsorbentien imprägniert. Das Imprägniermittel dient dabei entweder als Reaktionspartner (Chemisorption) oder als Katalysator für die heterogene Katalyse. Die Adsorbentien können entweder durch Tauch- und Sprühverfahren oder durch Adsorption aus der Gasphase imprägniert werden. Der Massenanteil der Imprägniermittel kann bis zu 30 Prozent betragen. Beispiele für den Einsatz imprägnierter Adsorbentien sind mit Schwefelsäure oder Brom behandelte Aktivkohlen zur Abscheidung von Quecksilber aus Feuerungsabgasen und mit Metalloxiden versehene Aktivkohlen zur Reduktion von Stickstoffdioxid bei der Kraftfahrzeuginnenraumfiltration.

## Anwendung
Adsorbentien werden unter anderem in Abgasreinigungsanlagen, Wasseraufbereitungsanlagen, Dunstabzugshauben, Einlegesohlen, Adsorptionskältemaschinen und Kabinenluftfiltern eingesetzt. Die Auswahl des jeweiligen Adsorbens richtet sich neben den abzuscheidenden Komponenten unter anderem auch nach wirtschaftlichen Gesichtspunkten und nach Sicherheitsaspekten. Für die Trennaufgabe ist die Wechselwirkung zwischen dem zu adsorbierenden Stoff (Adsorptiv) und dem Adsorbens von Bedeutung. Zu den wirtschaftlichen Gesichtspunkten gehört auch die Regenerierbarkeit des eingesetzten Adsorbens. Dies setzt voraus, dass keine Reaktion zwischen dem adsorbierten Stoff (Adsorpt) und dem Adsorbens stattfindet. Bei den Sicherheitsaspekten spielt die Reaktivität und Brennbarkeit von Aktivkohle eine herausragende Rolle. Ebenso können adsorbierte Kohlenwasserstoffe eine nicht zu vernachlässigende Brandlast darstellen.

### Medizinische Anwendung
In der Medizin spielen Adsorbenzien (so die medizinisch verbreitete Schreibweise) eine wichtige Rolle in der Behandlung von Intoxikationen oder in der symptomatischen Behandlung von Toxin-abhängigen Erkrankungen. Beispiele oral zu verabreichender Adsorbenzien sind Aktivkohle bei einigen oral aufgenommenen Giften, Smektit (dioktaedrisch) zur Senkung der Durchfalldauer bei Bakterientoxin-bedingten akuten infektiösen Gastroenteriden im Kindesalter und Antazida bei der Behandlung von gastroösophagealem Reflux. Extrakorporal ist beispielsweise die Hämoperfusion zu nennen, welche Adsorbenzien wie Aktivkohle oder Ionenaustauscherharze verwendet.